# Serhi Horodnichov
Serhi Myjailovych Horodnichov –en ucraniano, Сергій Михайлович Городнічов– (Feodosia, URSS, 21 de enero de 1970) es un deportista ucraniano que compitió en boxeo. Ganó una medalla de bronce en el Campeonato Mundial de Boxeo Aficionado de 1993, en el peso wélter.

## Palmarés internacional
| Campeonato Mundial | Campeonato Mundial  | Campeonato Mundial | Campeonato Mundial |
| Año                | Lugar               | Medalla            | Categoría          |
| ------------------ | ------------------- | ------------------ | ------------------ |
| 1993               | Tampere (Finlandia) | Medalla de bronce  | 67 kg              |